# Rebelión guajira de 1769
La Rebelión guajira de 1769 fue un levantamiento indígena producido en la península de la Guajira contra las autoridades del Imperio español.

## Antecedentes

### Los guajiros
Los wayúu (denominados por los españoles guajiros), llegaron a la península de la Guajira hacia el 150 a. C., como parte de las migraciones de los arahuacos, iniciadas en la Amazonia y que llegaron hasta las Antillas. Lentamente desplazaron a los pueblos que ahí vivían, conocidos como caquetíos, guabecunaes (wiwas y kogui), paraujanos y cosinas o cocinas (serranía de Macuira), los que serían dominados a mediados del siglo XVIII gracias a la influencia de británicos y en menor medida holandesa y francesa.
La península se dividía en cinco sectores con diversos grados de autonomía respecto de las autoridades españolas: Guajira Arriba desde el istmo al extremo norte (sus habitantes eran llamados arriberos), Guajira Abajo desde el istmo a la orilla norte del Ranchería (abajeros), Montaña o las sabanas aledañas a los montes de Oca (serranos), la Playa o la costa occidental (pescadores) y al suroeste de la península la laguna Sinamaica. Los abajeros presentaban un mayor mestizaje y eran parte de alianzas con los criollos, en cambio, los arriberos vivían bajo escasa influencia de Maracaibo y Riohacha y se dedicaban a comerciar con los contrabandistas extranjeros. Cada clan tenía su propio cacique que detentaba el poder económico y político, «no existe un cacique principal o general de la "nación guajira"».
Según afirmaba el virrey Pedro Mesía de la Cerda movilizaron en 1769 hasta veinte mil guerreros. Sin embargo, estimaciones modernas indican que la población indígena era de 30.000 a 40.000 personas, de las que un máximo de 10.000 serían hombres adultos. En la obra Recuerdos de mis viajes a la Guajira y noticias recogidas de Paso (1874) se agrupa a los guajiros en las siguientes parcialidades: zapuanas, cocinas y cocinetas, tribus muy pobres de los alrededores de Sinamaica que servían como mercenarios en las constantes guerras intertribales, agrupaban 3.000 guerreros; hosayúes de la sierra de la Teta y el interior, muy ricos en animales y disponían de 1.500 lanzas; alpushianas de la costa sur, controlaban el tráfico marítimo de la zona y tenían 500 hombres; jarariyúes del interior en Macuire, pobres pero con 800 guerreros; urianas de las fértiles costas y sierras de Macuire, los más ricos en ganados y populosos pues levantaban 5.000 combatientes; puciarines de las costas septentrionales, comerciaban constantemente con Aruba y Jamaica, 1.200 hombres; hipuanas de la costa occidental, también ricos en animales, 1.500 lanzas; e hipuayúes, habitan el interior desde la costa norte hasta cerca de Riohacha, con cuyos habitantes siempre negocian, poseían muchos animales y 1.500 combatientes. En cambio, en 1822 un informe del comandante militar de Zulia, general Lino de Clemente, decía que las tribus del sudeste de la península vecinas a Sinamaica sumaban cuatro mil guerreros. Dos años después las autoridades grancolombianas estimaban que todas las parcialidades sumaban dieciocho a veinte mil guerreros.

### Presencia española
La presencia del Estado español era esencialmente débil en la costa caribeña de la Nueva Granada. En ese punto destacaba la villa de Riohacha como punto fronterizo siempre sometido a las incursiones de corsarios, cimarrones y indígenas de la península . Hasta avanzado el siglo XVII los españoles controlaban solo los alrededores de la villa.
Los indios wayúu nunca pudieron ser conquistados por la falta de recursos de los criollos riohacheros y la despreocupación del régimen colonial por la zona. Además, los indios aprendieron rápidamente a usar el caballo, las armas de fuego y la falta de alimentos y agua fresca para rechazar a cualquier ejército invasor. El terreno montañoso del sur de la península les permitía detectar, eludir y atacar a los españoles. Mucha de su resistencia era motivada por su rechazo a ser esclavizados en los bancos de perlas de Cubagua y el cabo de la Vela. Por el otro lado, los indios jamás pudieron expulsar a los colonos de Riohacha porque estaban divididos en tribus y nunca apareció un líder capaz de unirlos. También fueron incapaces de impedir a los arijuna, «extranjeros», se apoderaran de las tierras bajas más fértiles, forzándolos a retirarse a zonas más vulnerables a las sequías. La visión de enemigos continuó. El gobernador Luis Soto de Herrera, en su informe de 1718, «eran bárbaros, ladrones, cuatreros, dignos de la muerte, sin Dios, sin ley y sin Rey».
Criollos e indios siguieron viviendo apartados salvo cuando se reunían para comerciar o para celebraciones religiosas. La región era famosa por su cría de ganados pero los criollos sufrían constantemente el robo de sus animales, especialmente reces, porque era un símbolo de estatus social entre las tribus. Debe mencionarse que los españoles al fundar las ciudades de Santa Marta (1525), Valledupar (1530), Riohacha (1539) y Maracaibo (1569) les arrebataron a los guajiros las zonas más aptas para la agricultura o la caza en la Baja Guajira, pero esto se compensó con la introducción del ganado europeo, sin embargo, los indios también fueron forzados a usar la Alta Guajira, con sus escasas fuentes de agua, todo el año para pastar y no de forma estacional como en un principio.
Durante el siglo XVIII el abigeato adquirió un valor funcional: lo intercambiaban con contrabandistas ingleses, holandeses y franceses venidos de las Antillas por armas y alcohol (los criollos hacían lo mismo, vendiéndoles palo de tinta). El contrabando había comenzado en el siglo XVI y siempre involucró a las autoridades españolas, quienes recibían una comisión. Los holandeses buscaban obtener ganados, cueros, esclavos, palo brasil, etc., mientras que los ingleses preferían de vender armas a los guajiros y entrenarlos en su uso. Esto significó que durante esa centuria los guajiros adoptaran masivamente el uso del caballo y las armas de fuego para hacer la guerra y el comercio.
Cuando el gobierno español se dio cuenta de la magnitud de aquel negocio ilegal, decidió hacer sentir su poderío antes que la penetración económica de potencias rivales llevara, por ejemplo, a la creación de «un "protectorado inglés" sobre la Guajira como en efecto lo hicieron en la Costa de Mosquitos». Se decidió llevar a cabo una política de fundación de nuevas villas para «asentar a la dispersa e incontrolada población» de toda la costa atlántica, tratando de introducirla a la legalidad y el sistema económico españoles. Solo algunos colonos se sentían lo bastante seguros para vivir muy cerca de los indios. Esto coincidió con la modernización del aparato administrativo español.
Ante esa mayor interferencia guajiros se sublevaron constantemente durante la primera mitad de esa centuria: 1701, 1727, 1741, 1757, 1761 y 1768. La primera consistió en la destrucción de una misión y en la segunda reunieron más de 2.000 lanzas para combatir a los españoles. Sin embargo, durante la mayor parte de ese siglo las relaciones wayúu-españolas fueron pacíficas, formándose relaciones de compadrazgo, mestizaje, sincretismo cultural y contrabando de perlas. Respecto de los mestizos, muchos de ellos se «guajirizaban», es decir, terminaban asumiendo la cultura indígena.

### Capuchinos
La medida más importante fue el envío de misioneros capuchinos a la zona desde 1694. La idea era reducirlos y acabar con el desperdicio de tanta mano de obra, recuperando el comercio de perlas para las autoridades. En 1701 los capuchinos valencianos son expulsados por los indios, regresando en 1719 pero deben retirarse a la Sierra en 1726 para volver de forma definitiva una década más tarde. Hasta 1735 se fundaron las reducciones de Boronata, La Cruz, Orino, El Rincón, Parauje, Cercadillo, Calabazo, Chimare, Macuira, Ypapa (Bahía Honda) y San Pedro Nolasco del Salado. Un año después se agregaba Menores.
Durante la primera mitad del siglo XVIII las tropas de la Corona apenas hicieron presencia en la zona, quedando la tarea de pacificación en manos de los misioneros, quienes lograron crear un territorio basado en sus pueblos. Fue un fracaso porque muchas veces los indios se negaron a recibirlos, llegando algunos religiosos a considerar que para ser reducidos primero debían ser conquistados militarmente. Los consejos de los capuchinos llevaron a los militares de la segunda mitad de la centuria a considerar intentar quitarles sus armas y ganados (posesiones valiosas en su cultura) por la fuerza, sin embargo, nunca lo hicieron porque esto significa que por hambre atacaran las haciendas de los colonos.

## Campaña de Ruiz de Noriega
Los primeros proyectos de pacificación de los indios comenzaron 1719 con el gobernador de Santa Marta, Juan Beltrán de Caicedo, pero en 1741 las responsabilidades fueron transferidas a los gobernadores de Cartagena. En 1757 el comandante de Riohacha y juez de comicios, teniente coronel Manuel Martínez de Escobar, presentó una propuesta para someter a los indios y tres años después le siguió otra de su sucesor, Bernardo Ruiz de Noriega.
Para contener el contrabando y someter la revuelta del cacique Masajure, en 1761 el comandante de Riohacha emprendió una serie de campañas de pacificación contra los guajiros, fundando villas hasta la frontera del río Socuy y firmando acuerdos de paz que forzaban a los caciques a reconocer el catolicismo como religión oficial, recibir a los misioneros, rechazar a sus piaches (curanderos), abandonar la poligamia, acatar las leyes españolas, establecerse en los pueblos que se fundaran, expulsar a los blancos fugitivos que vivían entre ellos, informar a las autoridades de todo lo que pasaba en sus tierras, ir desarmados a los pueblos españoles, hacer una paz entre las distintas tribus guajiras, no usar más flechas envenenadas, aportar guerreros para toda futura campaña contra indios rebeldes y reconocer al rey como soberano.
La campaña de Ruiz se valió de tres columnas que sumaban 1.000 soldados y que salieron de Maracaibo con rumbo a las faldas de los montes de Oca, de Valledupar y Pueblo Nuevo a las estribaciones de la Sierra Nevada, y de Riohacha a Bahía Honda. Le acompañaron hacendados de la zona, pues el gobernador tenía la facultad de repartir tierras e indios capturados. Esto provocó pleitos entre la élite local, con algunos de sus miembros (involucrados en el contrabando) boicotearon el desembarco de municiones, demorar o negar el envío de refuerzos o animando a la rebelión a algunos pueblos de indios.
Finalmente, en julio de 1762 el virrey ordenó cesar la campaña contra los indios guajiros. Sin embargo, Ruiz de Noriega siguió sus campañas contra los cocinas (1764 y 1765) y los chimilas (1765).

## Rebelión
Los indios solo se alzaban en armas cuando se sentían víctimas de abusos por las autoridades españolas. En 1769 se dio una de esas ocasiones. El nuevo gobernador de Riohacha, Gerónimo de Mendoza, decidió mandar a Juan de Amáis contra los indios cocinas, que frecuentemente atacaban los hatos criollos. Pero los soldados no se internaron en territorio hostil, sino que fueron contra los entonces pacíficos guajiros. Además, quiso fundar baluartes dentro de la península. Por último, requeridas de mano de obra para las fortificaciones de Cartagena de Indias, las autoridades españolas en Riohacha secuestraron a 22 guajiros. El jefe de la partida de secuestradores fue el cabo José Antonio de Sierra. El 2 de mayo se produce la reacción indígena. Los guajiros de Orino, Boronata y Laguna de Fuentes asaltan el pueblo de El Rincón, cerca de la capital provincial, donde matan a dos españoles quemados en la iglesia. El altar y los vasos sagrados son profanados.
El cabo Sierra es enviado con 25 soldados a rescatar al cura del pueblo, pero los indios le reconocen y le asedian en la casa del religioso. Los indios le prenden fuego a la vivienda y mueren el cabo con 8 de sus hombres. En Mancornado una familia murió quemada en su rancho y los rebeldes secuestraron tres niños, una mujer y dos hombres. El 7 de mayo es avistada una goleta inglesa vendiéndole armas a los guajiros en Aullamas.
Pronto todas las poblaciones de la región cayeron en manos de los sublevados, resultando en la muerte de un centenar de españoles. Los indios capturaron numerosas cabezas de ganado y prisioneros que llevaron a la Alta Guajira. Los misioneros son expulsados. Los indios solo atacaban así cuando tenían superioridad numérica y la mayoría de las fuentes indican que no hubo reuniones previas entre los caciques para coordinar sus movimientos.
Son arrasados los pueblos de Maravilla, El Paso, Cavis, Melones, Arenal, Menores, Rincón, Moreno, El Loco, La Soledad, San Antonio, San Bernardo y más hasta un total de 70 poblados destruidos. Solo Riohacha resistió, convertida en el último refugio de los colonos. El gobernador envió peticiones de auxilio a Cartagena, Santa Marta, Maracaibo y Valledupar. Los marabeños enviaron algunos refuerzos y a comienzos de junio los cartageneros despacharon 100 soldados de su batallón Fijo.
Mientras tanto, los indios empezaron a dividirse. El cabo Sierra era mestizo y sus parientes guajiros decidieron vengarlo siguiendo las leyes de su pueblo liderados por un tal Blancote. Así se dio un gran combate entre indígenas en un lugar llamado La Soledad, lugar abandonado por los españoles. Muchos indios murieron en el encuentro. Estas disensiones y la llegada de refuerzos hicieron que la revuelta se fuera apagando lentamente, permitiendo a los españoles recuperar puertos y caminos. Las tácticas tradicionales de los indios incluían retirarse cuando el enemigo los atacaba con fuerzas considerables.
El historiador Eduardo Barrera Monroy organiza de esta manera a los actores del conflicto. Primero están los wayúu, divididos en una mayoría de insurrectos y un pequeño sector favorable a las autoridades españoles. Le siguen los españoles, que también estaban segmentados por grupos de intereses: los colonos civiles que debieron refugiarse en Riohacha, los militares y los misioneros capuchinos. Por último, están los contrabandistas, principalmente ingleses y holandeses.

## Campaña de Arévalo
En 1771 el gobierno colonial ordena organizar una expedición de castigo. Se concentran en Riohacha 700 soldados y 340 milicianos mandados por el coronel José Benito Encio. Las tropas de línea venían de Cartagena, Maracaibo y Riohacha, en cambio, las milicias de Riohacha y Valledupar. Encio estaba preparándose para salir de campaña cuando se enteró de que más de 6.000 indios armados con fusiles lo esperaban en las cercanías de la villa. Sin ser un cobarde, el coronel se dio cuenta de que no tenía fuerza para vencerlos y pidió al virrey un refuerzo mínimo de dos mil soldados para salir de campaña. Los riohacheros no eran favorables a la campaña, se defenderían de los ataques indígenas pero sabían que su conquista significaría el final del lucrativo contrabando.
Sabiendo que la península seguía siendo un punto vulnerable en la defensa del litoral, el virrey Manuel Guirior insistió en los planes de pacificar la zona. Encio fue reemplazado con el brigadier Antonio de Arévalo y para 1774 las hostilidades habían disminuido. Arévalo estableció pueblos de españoles en zonas estratégicas de la Guajira. El primero fue San José de Bahía Honda, en la costa norte de la península, en 1772. Inicialmente, los indios no se opusieron mucho a la fundación pero si lo hicieron cuando los europeos trataron de establecerse en Chimare y Macuira, al oriente de la nueva villa y zonas fértiles densamente pobladas por guajiros.
El gobernador procedió a negociar con Antonio Paredes, cacique de Apiesi, Chimare y Macuira, logrando nombrar capitanes y tenientes entre los locales y fundar un pueblo para ellos, San Juan Bautista de Bahía Honda, cerca de San José. Luego fundó la reducción de San Pablo de Tucuraca, cerca de la laguna homónima, al sur de El Carrizal, donde vivía una tribu de indios insumisos al mando de Pacho Gámez, forzándolos a establecerse ahí. El problema es que los pueblos que iba fundado Arévalo incluían varios clanes a la vez (muchos enfrentados entre sí), sus muertos no estaban enterrados ahí y había poca agua lo que llevó a que el mismo Gámez fundara al sur San Lorenzo de Toco.
El plan de pacificación se completaba fundando otras tres colonias. Para 1775 se habían fundado o planeaban cuatro pueblos de colonos con pequeñas guarniciones: el ya mencionado San José de Bahía Honda, San Bartolomé de Sinamaica, Villa de San Carlos de Pedraza y Santa Ana de Sabana del Valle para hacer avanzar la frontera y aumentar la influencia en los guajiros. Con esta política el eje de preocupación de los españoles se desplazó al noroeste del lago Maracaibo, lo que llevó a la ciudad homónima a aunar fuerzas con Riohacha para reducir a los guajiros y traer colonos hispanos, e incluso a comprometerse con socorrer con sus milicias vecinales Sinamaica en caso de necesidad. Aquella nueva villa era fundamental, pues controlaba un territorio fértil perfecto para establecer una agricultura permanente y las comunicaciones entre la costa del lago Maracaibo y el interior, prometiendo un rico comercio.
Esta colonización provocó la obvia resistencia indígena, pero en este sector las etnias no eran solamente guajiros sino que también cocinas, paraujanos, garabuyas, antañocos, yercuas y caracas que vivían en rancheríos alrededor de las muchas pequeñas lagunas de la zona. Como efecto positivo para los marabeños, su influencia comercial se extendió al oeste, penetrando en la Nueva Granada, sirviendo de punto de intercambio entre neogranadinos y el centro de Venezuela.
Los cocinas, parientes de los guajiros pero que no habían adoptado las armas de fuego, el caballo, la ganadería ni la agricultura. Se dedicaban a robar a los españoles y estaban en conflicto tanto con los europeos como con los guajiros por no querer que sus ganados pastaran en sus tierras, además de las luchas internas entre sus clanes. Los hacendados querían eliminarlos como obstáculo y comenzaron a desplazarlos por la fuerza, mientras los indios se defendían matando a sus animales con flechas untadas de veneno de raya en emboscadas nocturnas. Lo que llevó a Arévalo a centrar sus fuerzas en exterminarlos. Uno por uno, fue cazando sus pequeños clanes ocultos en riachuelos en medio de los montes hasta acorralarlos en la costa del golfo de Venezuela para 1775.
Ese mismo año las autoridades hispanas fundaron un pueblo en Apiesi, en el extremo norte de la península y la este de Bahía Honda, lo que permitiría cortar definitivamente el contrabando de armas de fuego angloholandesas a los indios. A esto se opusieron arduamente los indios de la zona, liderados por el jefe Arguasi y animados por las promesas de ayuda británicas. Por eso, el cacique y un ejército formado por sus guerreros y los aportes de Macuira, Cruz, Rincón, Calabozo y Boronata atacaron el nuevo pueblo el 30 de enero de 1776. La guarnición de 65 milicianos logró rechazarlos y retirarse a Bahía Honda, pero en el trayecto cayeron 43 y otros 3 en su meta producto de heridas. Los indios aprovecharon de matar al fraile capuchino Buenaventura de Benifairo y destruir el pueblo.
Con esto, Bahía Honda quedaba aislada pues no había ninguna otra colonia hasta Riohacha excepto Pedraza, pero esa estaba mucho más cerca de la capital provincial. Lo único próximo era el pueblo de indios de San Juan Bautista. Empezaron a producirse continuamente ataques a la villa que prosiguieron en los meses siguientes La situación era tan mala que debió solicitar ayuda al batallón Fijo de Cartagena o a las guarniciones de Maracaibo, Valledupar y Santa Marta de forma continua. El problema es que pasada la amenaza inmediata estas tropas volvían a sus bases.
Los capuchinos, aterrados, abandonaron sus misiones para refugiarse en Santa Marta, Maracaibo y Valledupar, provocando desencuentros con el brigadier. Poco después, se ordenaba a los frailes que no habían abandonado sus reducciones salir por su seguridad, acabando las misiones en la zona.
El gobernador interino de Riohacha, José Galluzo y Páez, era más partidario de luchar con los indios que el brigadier, pero Arévalo fue puesto al mando de la pacificación por orden virreinal el 17 de marzo. Su plan era defender Riohacha, Bahía Honda, Pedraza y Sinamaica para luego pasar a la ofensiva. Organizó 500 soldados que viajaron por tierra y mar a Bahía Honda y siguieron a Apiesi y Macuira, matando todo indio a su paso. En reemplazo de la colonia destruida y cortar el contrabando fundaron en el extremo septentrional de la Guajira Santa Ana de Sabana del Valle, dejando una guarnición de 60 jinetes y 200 infantes.
Posteriormente, Galluzo hizo arrestar a 89 indios que vivían en Riohacha y tenían familiares entre las tribus, además de impedir la entrada y salida de sus congéneres de la ciudad. Las autoridades alertaban a los blancos en los pueblos Menores y Camarones, donde la pólvora se agotaba, y ordenaban a los colonos en Boronata trasladarse a Pedraza.

## Consecuencias
Los guajiros seguirán sin ser sometidos. En 1779 las hostilidades se reiniciaron y se debió abandonar Bahía Honda y Sabana y la idea de conquistar el norte de la península. El sistema de defensa queda establecido en la ruta entre Riohacha, Sinamaica y Pedraza, en buena medida por la participación española en la guerra de Independencia de los Estados Unidos, que cortó los recursos que podía aportar la Corona. Irónicamente, esto forzó a las autoridades hispanas a obtener armas y suministros de los contrabandistas de Curazao y Jamaica. Sin embargo, en 1790 este último tuvo que ser abandonado y Sinamaica pasó a depender de las autoridades de Caracas. Esto implicaba que «la península fue abandonaba a los indios y a sus aliados británicos». Por eso, el contrabando había crecido tanto que hacia 1800 los hacendados de Valledupar llevaban sus ganados para venderlos. Esto se produjo debido al bloqueo naval británico durante la guerra de 1796-1802, que solo dejó al contrabando como forma de conseguir productos europeos.
Respecto a Riohacha, su condición de villa fronteriza llevaría a los residentes a tener un espíritu muy independiente que los hacía reacios a seguir las órdenes del gobierno central desde el siglo XVIII y especialmente durante la independencia. En 1789 dejaba de depender de Santa Marta y se pasaba de comandancia a gobernación.
Décadas después, las nuevas repúblicas siguieron políticas contradictorias respecto de los wayúu. Un decreto de Simón Bolívar en 1821 ordenaba la devolución de tierras a los nativos, ordenaba dividirla en resguardos, abolía el tributo personal y el servicio personal obligatorio. Pero esas políticas proteccionistas iban acompañadas de otras liberales que llamaban a prácticamente acabar con esos resguardos. Debe entenderse que los resguardos eran tierras que eran propiedad colectiva de las comunidades indígenas y que se regían mediante un cabildo propio, lo que se quería era dividirlos entre las familias e introducir a los indios en una sociedad basa en la propiedad privada. También, en 1815, se pensó en fundar un pueblo en Bahía Honda llamado Las Casas (por Bartolomé de Las Casas) como base para sedentarizar a los indios, cristianizarlos y "civilizarlos".
En definitiva, los resultados de la rebelión a largo plazo fueron que «los Wayuu reforzaron su autonomía como pueblo», la desaparición de los pueblos de indios y misiones capuchinas y la retirada de los españoles al sur de los ríos Calancala (Ranchería) y Sucuy (Limón), apoyándose en Riohacha y Sinamaica como puntos fuertes. La península se convirtió en «una especial zona de refugio para los Wayúu» que mantuvieron su identidad étnica.